# Hakan Balta
Hakan Kadir Balta (Berlino, 18 marzo 1983) è un allenatore di calcio ed ex calciatore turco con cittadinanza tedesca, di ruolo difensore, tecnico delle formazioni giovanili del Galatasaray.

## Carriera

### Galatasaray
Hakan Balta ha iniziato a giocare nel 2005 nel Manisaspor. Nel settembre 2007 si è trasferito al Galatasaray come contropartita per l'acquisto di Ferhat Öztorun e i prestiti di Aydın Yılmaz e Anıl Karaer. Con il Galatasaray ha vinto due campionati turchi.
Molto riconosciuto per la sua costanza nella rosa principale del Galatasaray dal 16 settembre 2007, giorno dell'esordio con la maglia giallo-rossa contro il Konyaspor.
Il gol segnato all'ultima partita di campionato dell'anno in cui è arrivato al Galatasaray contro il Gençlerbirliği Oftaş è stato da record in quanto il pallone, invisibile nemmeno nel replay, viaggiava ad una velocità di 200,3 km/h.
Nella stagione 2011-2012 diventa un Vero Galatasarayiano, titolo messo dai tifosi giallo-rossi ai calciatori che segnano alla squadra rivale Fenerbahçe.

### Nazionale
Hakan Balta ha esordito nella Nazionale turca il 12 aprile 2006 in amichevole contro l'Azerbaigian (1-1), subentrando all'inizio del secondo tempo a Volkan Arslan. Ha realizzato il primo gol in Nazionale il 20 maggio 2008 in Turchia-Slovacchia, segnando al 63º minuto la rete del definitivo 1-0.
Con la Nazionale turca ha partecipato all'Europeo 2008, dove la Turchia è stata eliminata in semifinale dalla Germania, disputando tutte e 5 le partite della sua Nazionale.
Viene convocato per gli Europei 2016 in Francia.

## Statistiche

### Presenze e reti nei club
| Stagione                 | Squadra                  | Campionato               | Campionato | Campionato | Coppe nazionali | Coppe nazionali | Coppe nazionali | Coppe continentali | Coppe continentali | Coppe continentali | Altre coppe | Altre coppe | Altre coppe | Totale | Totale |
| Stagione                 | Squadra                  | Comp                     | Pres       | Reti       | Comp            | Pres            | Reti            | Comp               | Pres               | Reti               | Comp        | Pres        | Reti        | Pres   | Reti   |
| ------------------------ | ------------------------ | ------------------------ | ---------- | ---------- | --------------- | --------------- | --------------- | ------------------ | ------------------ | ------------------ | ----------- | ----------- | ----------- | ------ | ------ |
| 2000-2001                | Hertha Berlino II        | ON                       | 5          | 0          | -               | -               | -               | -                  | -                  | -                  | -           | -           | -           | 5      | 0      |
| 2001-2002                | Hertha Berlino II        | ON                       | 23+2       | 2          | -               | -               | -               | -                  | -                  | -                  | -           | -           | -           | 25     | 2      |
| 2002-2003                | Hertha Berlino II        | ON                       | 14         | 2          | -               | -               | -               | -                  | -                  | -                  | -           | -           | -           | 14     | 2      |
| Totale Hertha Berlino II | Totale Hertha Berlino II | Totale Hertha Berlino II | 42+2       | 4          |                 | -               | -               |                    | -                  | -                  |             | -           | -           | 44     | 4      |
| 2003-2004                | Vestel Manisaspor        | 1L                       | 26         | 5          | TK              | 3               | 0               | -                  | -                  | -                  | -           | -           | -           | 29     | 5      |
| 2004-2005                | Vestel Manisaspor        | 1L                       | 27         | 5          | TK              | -               | -               | -                  | -                  | -                  | -           | -           | -           | 27     | 5      |
| 2005-2006                | Vestel Manisaspor        | SL                       | 31         | 3          | TK              | 1               | 0               | -                  | -                  | -                  | -           | -           | -           | 32     | 3      |
| 2006-2007                | Vestel Manisaspor        | SL                       | 28         | 4          | TK              | 7               | 2               | -                  | -                  | -                  | -           | -           | -           | 35     | 6      |
| ago.-set. 2007           | Vestel Manisaspor        | SL                       | 4          | 2          | TK              | -               | -               | -                  | -                  | -                  | -           | -           | -           | 4      | 2      |
| Totale Vestel Manisaspor | Totale Vestel Manisaspor | Totale Vestel Manisaspor | 116        | 19         |                 | 11              | 2               |                    | -                  | -                  |             | -           | -           | 127    | 21     |
| 2007-2008                | Galatasaray              | SL                       | 27         | 3          | TK              | 4               | 0               | CU                 | 1                  | 0                  | -           | -           | -           | 32     | 3      |
| 2008-2009                | Galatasaray              | SL                       | 28         | 1          | TK              | 6               | 0               | UCL+CU             | 2+7                | 0                  | ST          | 1           | 0           | 44     | 1      |
| 2009-2010                | Galatasaray              | SL                       | 25         | 1          | TK              | 3               | 0               | UEL                | 11                 | 1                  | -           | -           | -           | 39     | 2      |
| 2010-2011                | Galatasaray              | SL                       | 19         | 1          | TK              | 4               | 0               | UEL                | 4                  | 0                  | -           | -           | -           | 27     | 1      |
| 2011-2012                | Galatasaray              | SL                       | 31+6       | 1          | TK              | 1               | 0               | -                  | -                  | -                  | -           | -           | -           | 38     | 1      |
| 2012-2013                | Galatasaray              | SL                       | 14         | 1          | TK              | 1               | 0               | UCL                | 1                  | 0                  | ST          | 1           | 0           | 17     | 1      |
| 2013-2014                | Galatasaray              | SL                       | 24         | 0          | TK              | 9               | 0               | UCL                | 3                  | 0                  | ST          | 1           | 0           | 37     | 0      |
| 2014-2015                | Galatasaray              | SL                       | 21         | 1          | TK              | 7               | 0               | UCL                | 2                  | 1                  | ST          | 1           | 0           | 31     | 2      |
| 2015-2016                | Galatasaray              | SL                       | 27         | 1          | TK              | 8               | 0               | UCL+UEL            | 6+2                | 0                  | ST          | 1           | 0           | 44     | 1      |
| 2016-2017                | Galatasaray              | SL                       | 22         | 0          | TK              | 0               | 0               | -                  | -                  | -                  | ST          | 1           | 1           | 23     | 1      |
| 2017-2018                | Galatasaray              | SL                       | 0          | 0          | TK              | 2               | 0               | -                  | -                  | -                  | -           | -           | -           | 2      | 0      |
| Totale Galatasaray       | Totale Galatasaray       | Totale Galatasaray       | 238+6      | 10         |                 | 45              | 0               |                    | 39                 | 2                  |             | 6           | 1           | 334    | 13     |
| Totale carriera          | Totale carriera          | Totale carriera          | 396+8      | 33         |                 | 56              | 2               |                    | 39                 | 2                  |             | 6           | 1           | 505    | 38     |

### Cronologia presenze e reti in nazionale
| Cronologia completa delle presenze e delle reti in nazionale ― Turchia | Cronologia completa delle presenze e delle reti in nazionale ― Turchia | Cronologia completa delle presenze e delle reti in nazionale ― Turchia | Cronologia completa delle presenze e delle reti in nazionale ― Turchia | Cronologia completa delle presenze e delle reti in nazionale ― Turchia | Cronologia completa delle presenze e delle reti in nazionale ― Turchia | Cronologia completa delle presenze e delle reti in nazionale ― Turchia | Cronologia completa delle presenze e delle reti in nazionale ― Turchia |
| Data                                                                   | Città                                                                  | In casa                                                                | Risultato                                                              | Ospiti                                                                 | Competizione                                                           | Reti                                                                   | Note                                                                   |
| ---------------------------------------------------------------------- | ---------------------------------------------------------------------- | ---------------------------------------------------------------------- | ---------------------------------------------------------------------- | ---------------------------------------------------------------------- | ---------------------------------------------------------------------- | ---------------------------------------------------------------------- | ---------------------------------------------------------------------- |
| 12-4-2006                                                              | Baku                                                                   | Azerbaigian                                                            | 1 – 1                                                                  | Turchia                                                                | Amichevole                                                             | -                                                                      | 46’                                                                    |
| 17-11-2007                                                             | Oslo                                                                   | Norvegia                                                               | 1 – 2                                                                  | Turchia                                                                | Qual. Euro 2008                                                        | -                                                                      |                                                                        |
| 21-11-2007                                                             | Istanbul                                                               | Turchia                                                                | 1 – 0                                                                  | Bosnia ed Erzegovina                                                   | Qual. Euro 2008                                                        | -                                                                      |                                                                        |
| 6-2-2008                                                               | Istanbul                                                               | Turchia                                                                | 0 – 0                                                                  | Svezia                                                                 | Amichevole                                                             | -                                                                      |                                                                        |
| 26-3-2008                                                              | Minsk                                                                  | Bielorussia                                                            | 2 – 2                                                                  | Turchia                                                                | Amichevole                                                             | -                                                                      | 46’                                                                    |
| 20-5-2008                                                              | Bielefeld                                                              | Slovacchia                                                             | 0 – 1                                                                  | Turchia                                                                | Amichevole                                                             | 1                                                                      | 63’ 78’                                                                |
| 25-5-2008                                                              | Bochum                                                                 | Turchia                                                                | 2 – 3                                                                  | Uruguay                                                                | Amichevole                                                             | -                                                                      |                                                                        |
| 29-5-2008                                                              | Duisburg                                                               | Finlandia                                                              | 0 – 2                                                                  | Turchia                                                                | Amichevole                                                             | -                                                                      |                                                                        |
| 7-6-2008                                                               | Ginevra                                                                | Portogallo                                                             | 2 – 0                                                                  | Turchia                                                                | Euro 2008 - 1º turno                                                   | -                                                                      |                                                                        |
| 11-6-2008                                                              | Basilea                                                                | Svizzera                                                               | 1 – 2                                                                  | Turchia                                                                | Euro 2008 - 1º turno                                                   | -                                                                      | 48’                                                                    |
| 15-6-2008                                                              | Ginevra                                                                | Turchia                                                                | 3 – 2                                                                  | Rep. Ceca                                                              | Euro 2008 - 1º turno                                                   | -                                                                      |                                                                        |
| 20-6-2008                                                              | Basilea                                                                | Croazia                                                                | 1 – 1 dts (1 – 3 dtr)                                                  | Turchia                                                                | Euro 2008 - Quarti di finale                                           | -                                                                      |                                                                        |
| 25-6-2008                                                              | Basilea                                                                | Germania                                                               | 3 – 2                                                                  | Turchia                                                                | Euro 2008 - Semifinale                                                 | -                                                                      |                                                                        |
| 6-9-2008                                                               | Erevan                                                                 | Armenia                                                                | 0 – 2                                                                  | Turchia                                                                | Qual. Mondiali 2010                                                    | -                                                                      |                                                                        |
| 11-10-2008                                                             | Istanbul                                                               | Turchia                                                                | 2 – 1                                                                  | Bosnia ed Erzegovina                                                   | Qual. Mondiali 2010                                                    | -                                                                      |                                                                        |
| 15-10-2008                                                             | Tallinn                                                                | Estonia                                                                | 0 – 0                                                                  | Turchia                                                                | Qual. Mondiali 2010                                                    | -                                                                      |                                                                        |
| 19-11-2008                                                             | Vienna                                                                 | Austria                                                                | 2 – 4                                                                  | Turchia                                                                | Amichevole                                                             | -                                                                      |                                                                        |
| 28-3-2009                                                              | Madrid                                                                 | Spagna                                                                 | 1 – 0                                                                  | Turchia                                                                | Qual. Mondiali 2010                                                    | -                                                                      |                                                                        |
| 1-4-2009                                                               | Istanbul                                                               | Turchia                                                                | 1 – 2                                                                  | Spagna                                                                 | Qual. Mondiali 2010                                                    | -                                                                      |                                                                        |
| 5-6-2009                                                               | Lione                                                                  | Francia                                                                | 1 – 0                                                                  | Turchia                                                                | Amichevole                                                             | -                                                                      | 90’                                                                    |
| 12-8-2009                                                              | Kiev                                                                   | Ucraina                                                                | 0 – 3                                                                  | Turchia                                                                | Amichevole                                                             | -                                                                      |                                                                        |
| 5-9-2009                                                               | Kayseri                                                                | Turchia                                                                | 4 – 2                                                                  | Estonia                                                                | Qual. Mondiali 2010                                                    | -                                                                      |                                                                        |
| 9-9-2009                                                               | Zenica                                                                 | Bosnia ed Erzegovina                                                   | 1 – 1                                                                  | Turchia                                                                | Qual. Mondiali 2010                                                    | -                                                                      |                                                                        |
| 10-10-2009                                                             | Bruxelles                                                              | Belgio                                                                 | 2 – 0                                                                  | Turchia                                                                | Qual. Mondiali 2010                                                    | -                                                                      |                                                                        |
| 11-8-2010                                                              | Istanbul                                                               | Turchia                                                                | 2 – 0                                                                  | Romania                                                                | Amichevole                                                             | -                                                                      |                                                                        |
| 3-9-2010                                                               | Astana                                                                 | Kazakistan                                                             | 0 – 3                                                                  | Turchia                                                                | Qual. Euro 2012                                                        | -                                                                      | cap.                                                                   |
| 12-10-2010                                                             | Baku                                                                   | Azerbaigian                                                            | 1 – 0                                                                  | Turchia                                                                | Qual. Euro 2012                                                        | -                                                                      | 58’                                                                    |
| 29-3-2011                                                              | Istanbul                                                               | Turchia                                                                | 2 – 0                                                                  | Austria                                                                | Qual. Euro 2012                                                        | -                                                                      |                                                                        |
| 10-8-2011                                                              | Istanbul                                                               | Turchia                                                                | 3 – 0                                                                  | Estonia                                                                | Amichevole                                                             | -                                                                      |                                                                        |
| 2-9-2011                                                               | Istanbul                                                               | Turchia                                                                | 2 – 1                                                                  | Kazakistan                                                             | Qual. Euro 2012                                                        | -                                                                      |                                                                        |
| 6-9-2011                                                               | Vienna                                                                 | Austria                                                                | 0 – 0                                                                  | Turchia                                                                | Qual. Euro 2012                                                        | -                                                                      |                                                                        |
| 7-10-2011                                                              | Istanbul                                                               | Turchia                                                                | 1 – 3                                                                  | Germania                                                               | Qual. Euro 2012                                                        | 1                                                                      |                                                                        |
| 11-10-2011                                                             | Istanbul                                                               | Turchia                                                                | 1 – 0                                                                  | Azerbaigian                                                            | Qual. Euro 2012                                                        | -                                                                      |                                                                        |
| 11-11-2011                                                             | Istanbul                                                               | Turchia                                                                | 0 – 3                                                                  | Croazia                                                                | Qual. Euro 2012                                                        | -                                                                      | 64’                                                                    |
| 25-5-2014                                                              | Dublino                                                                | Irlanda                                                                | 1 – 2                                                                  | Turchia                                                                | Amichevole                                                             | -                                                                      |                                                                        |
| 29-5-2014                                                              | Washington                                                             | Honduras                                                               | 0 – 2                                                                  | Turchia                                                                | Amichevole                                                             | -                                                                      | cap.                                                                   |
| 1-6-2014                                                               | Harrison                                                               | Stati Uniti                                                            | 2 – 1                                                                  | Turchia                                                                | Amichevole                                                             | -                                                                      | 83’                                                                    |
| 28-3-2015                                                              | Amsterdam                                                              | Paesi Bassi                                                            | 1 – 1                                                                  | Turchia                                                                | Qual. Euro 2016                                                        | -                                                                      |                                                                        |
| 12-6-2015                                                              | Almaty                                                                 | Kazakistan                                                             | 0 – 1                                                                  | Turchia                                                                | Qual. Euro 2016                                                        | -                                                                      |                                                                        |
| 3-9-2015                                                               | Konya                                                                  | Turchia                                                                | 1 – 1                                                                  | Lettonia                                                               | Qual. Euro 2016                                                        | -                                                                      |                                                                        |
| 6-9-2015                                                               | Konya                                                                  | Turchia                                                                | 3 – 0                                                                  | Paesi Bassi                                                            | Qual. Euro 2016                                                        | -                                                                      |                                                                        |
| 10-10-2015                                                             | Praga                                                                  | Rep. Ceca                                                              | 0 – 2                                                                  | Turchia                                                                | Qual. Euro 2016                                                        | -                                                                      |                                                                        |
| 13-10-2015                                                             | Konya                                                                  | Turchia                                                                | 1 – 0                                                                  | Islanda                                                                | Qual. Euro 2016                                                        | -                                                                      | 74’                                                                    |
| 24-3-2016                                                              | Adalia                                                                 | Turchia                                                                | 2 – 1                                                                  | Svezia                                                                 | Amichevole                                                             | -                                                                      | 38’                                                                    |
| 22-5-2016                                                              | Manchester                                                             | Inghilterra                                                            | 2 – 1                                                                  | Turchia                                                                | Amichevole                                                             | -                                                                      |                                                                        |
| 5-6-2016                                                               | Lubiana                                                                | Slovenia                                                               | 0 – 1                                                                  | Turchia                                                                | Amichevole                                                             | -                                                                      |                                                                        |
| 12-6-2016                                                              | Parigi                                                                 | Turchia                                                                | 0 – 1                                                                  | Croazia                                                                | Euro 2016 - 1º turno                                                   | -                                                                      | 48’                                                                    |
| 17-6-2016                                                              | Nizza                                                                  | Spagna                                                                 | 3 – 0                                                                  | Turchia                                                                | Euro 2016 - 1º turno                                                   | -                                                                      |                                                                        |
| 21-6-2016                                                              | Lens                                                                   | Rep. Ceca                                                              | 0 – 2                                                                  | Turchia                                                                | Euro 2016 - 1º turno                                                   | -                                                                      | 50’                                                                    |
| 6-10-2016                                                              | Konya                                                                  | Turchia                                                                | 2 – 2                                                                  | Ucraina                                                                | Qual. Mondiali 2018                                                    | -                                                                      | 46’                                                                    |
| Totale                                                                 |                                                                        | Presenze                                                               | 50                                                                     |                                                                        | Reti                                                                   | 2                                                                      |                                                                        |

## Palmarès

### Club

#### Competizioni nazionali
- Campionato turco: 5

Galatasaray: 2007-2008, 2011-2012, 2012-2013, 2014-2015, 2017-2018
- Supercoppa di Turchia: 5

Galatasaray: 2008, 2012, 2013, 2015, 2016
- Coppa di Turchia: 3

Galatasaray: 2013-2014, 2014-2015, 2015-2016